# Cycas sphaerica
Cycas sphaerica (іноді зустрічається помилкове написання Cycas spherica) — вид голонасінних рослин класу саговникоподібні (Cycadopsida).

## Поширення, екологія
Країни поширення: Індія (Андхра-Прадеш, Карнатака, Орісса, Тамілнаду). Цей вид зростає в сухих лісах і рідколіссях на пагорбах і грядах.

## Загрози та охорона
Шматочки пагонів використовуються, щоб зробити борошно «саго».